# 悲情牌
悲情牌在選舉中指的是政黨或候選人，借喻受政治迫害、疾病、被暴力脅迫等歷史或新聞事件作為訴求，爭取游離票選民投下同情的選票。
悲情牌可以創造出由谷底絕處反彈的奇蹟，利用選民情緒化的反映讓選票極大化。

## 臺灣著名事件

### 成功
- 盧修一：1997年抱病（罹癌）下跪求票。在媒體多次播送畫面後，一般認為促使民主進步黨籍蘇貞昌當選臺北縣長。
- 陳水扁、呂秀蓮：於2004年中華民國總統選舉前一天（3月19日）下午，陳、呂二人於台南縣台南市宣傳之際遭刺客槍傷，結果翌日大選以三萬票之差險勝國民黨候選人連戰、宋楚瑜。
- 陳建銘（臺灣團結聯盟）：2006年臺北市議員選前，陳建銘同妻子召開記者會抱頭痛哭，獲得最高票當選；2010年同樣再與妻子聲淚俱下，連任成功。
- 侯彩鳳：2008年立委選前當眾落髮明志，支持者哭成一團，並高喊把畫面播送出去（旁邊尚有國民黨總統候選人馬英九）。造勢活動主持人稱：「你看看，侯彩鳳不惜她的頭髮，頭髮是女人的生命，女人的生命，你看看，她用這種無言的抗議，鄉親給她加油！給她加油！」最後侯彩鳳順利蟬聯。（中國國民黨籍）
- 連勝文：2010年臺灣五都選舉前一天晚上（11月26日），時任國民黨中央委員、正為候選人助選的連勝文於台北縣永和市突然被黑幫刺客槍擊重傷，連戰、盧秀燕、郭素春、吳育昇等中國國民黨人士在未有初步調查結果前，旋即於造勢場合聲稱「用選票制裁暴力」並喊出「不要讓勝文的血白流」，此槍擊案對該次選舉結果造成重大影響，國民黨最終驚險守住新北市及臺中市。
- 賴清德：逢2024年總統大選期間造勢，回應自家違建時向選民說「所以風颱若來，厝尾頂是欸吹去欸！（台）」（所以颱風要是來，屋頂是會被吹起來欸！），並說明颱風後是要撿鉛版的，期間還邊說邊哽咽，一般人認為是促使賴成功當選總統的原因。

### 失敗
- 連勝文：2014年11月19日，郝柏村抨擊台北市長候選人柯文哲是台灣「皇民的後裔」，郝柏村認為柯文哲爺爺同李登輝一樣都是皇民，是不是做官並不重要，但當時的皇民在台灣是特權階級。郝此言論引起輿論撻伐。
- 陳朝容：2008年選前之夜由前妻游月霞和現任妻子鄭秀珠等人激情下跪、淚灑會場催票，最後仍不敵國民黨候選人，競選連任失敗。（親民黨籍）
- 宋楚瑜：2015年8月6日，宋楚瑜宣布再度參選中華民國總統，並公布此次宣傳影片，宋於片中著白色襯衫，不斷遭泥巴慘丟、抹臉，但卻全程表情鎮定，並稱「將以泥巴當作成長的養份，雖然成長不一定都是美好順利，但沒有這些美好焠鍊，怎麼雕刻出動人的靈魂」。（親民黨籍）
- 王進士：2016年1月11日，屏東市立委王進士當著媒體鏡頭，自潑墨汁黑咖啡，潑下去整個人幾乎看不到五官，稱是要表明「無懼對手的抹黑」，參選連任奮鬥到底。惟選舉結果王進士仍輸給對手。（中國國民黨籍）

## 相關
- 電影《悲情城市》
- 配票
- 鐘擺效應
- 西瓜效應
- 棄保效應
- 競選告急牌